# Кржижановск
Кржижановск (также Кржижановский, неофициально Нижняя Губаха) — упразднённый рабочий посёлок в Кизеловском районе Пермской области. В 1941 году объединен с посёлком Губаха в город Губаха.

## География
Посёлок располагался на правом берегу реки Косьва, у железнодорожной станции Губаха Свердловской железной дороги, ныне северо-западная часть города Губаха.

## История
В 1921 году для обеспечения электроэнергией шахт Кизеловского угольного бассейна, в районе станции Губаха было начато строительство ГРЭС. Стройку курировал непосредственно председателем Госплана и ГОЭЛРО Г. М. Кржижановский. Рядом со стройкой возник барачный посёлок Кизелстрой. В 1929 году рядом со станцией началось строительство коксохимического завода. В 1933 году образован рабочий посёлок Кржижановск путем объединения посёлков при Кизелстрое, Кизелгрэсе, коксохимическом комбинате и посёлков при станциях Губаха и Нагорная. Указом Президиума Верховного Совета РСФСР от 22.03.1941 г. рабочие посёлки Губаха, Кржижановск и посёлок шахты имени Крупской Молотовской области преобразованы в город областного подчинения Губаха.
Посёлок располагался в низине, по этой причине выбросы ГРЭС и завода скапливались на территории посёлка. В 1947 году было принято решение о строительстве «нового города» Губаха на левом берегу реки Косьва, в который были переселены в том числе и жители бывшего посёлка Кржижановск. На территории посёлка осталась только промзона. В 2019 году была выведена из эксплуатации Кизеловская ГРЭС-3, давшая начало посёлку.

## Население
По переписи 1939 года в посёлке проживало 13475 человек (6265 мужчин и 7210 женщин), в том числе 262 человека спецконтингента.